# Карсская епархия (Грузинская православная церковь)
Карсская епархия (груз. კარის საეპისკოპოსო) — историческая епархия Грузинской православной церкви в Самцхе-Саатабаго.
Границы епархии Согласно документу XVI века, перечисляющему главных священников Самцхе-Саатабаго, паства Карсская включает в себя всю территорию Карса, а также простирается до границ Коли и Олтиси, а за ними находятся Гагчевани и Кагзевани. Среди 13 епископов, перечисленных в этом документе, Карсская называется одиннадцатым